# Lanterna (torrente)
Il Lanterna è un torrente della Lombardia, che scorre in provincia di Sondrio. Nasce dal Massiccio del Bernina, e scorre in direzione nordest-sudovest nei comuni di Lanzada e Chiesa in Valmalenco, in Valmalenco, dove confluisce da sinistra nel Mallero. Lungo il corso del torrente si trovano i bacini artificiali di Campo Moro e Campo Gera, sfruttati ai fini idroelettrici.